# Espen Hoff
Espen Hoff (* 20. November 1981 in Larvik) ist ein norwegischer ehemaliger Fußballspieler. Der Offensivspieler, der 2005 in der norwegischen Nationalmannschaft debütierte, wurde 2000 norwegischer Pokalsieger und bestritt über 400 Spiele der ersten norwegischen Liga.

## Werdegang
Hoff spielte in der Jugend für Sporty IL und Larvik Turn. 1999 schloss er sich Odd Grenland an. In der Mannschaft, die sich im Mittelfeld der Tippeligaen bewegte, etablierte er sich als Stammspieler. 2000 gelang ihm mit dem Klub der Gewinn des norwegischen Landespokals. In der Liga zeichnete er sich durch Konstanz aus und erreichte bereits im Alter von 21 Jahren die Grenze von einhundert Erstligaspielen – als bis dato jüngster Spieler in der Geschichte der Liga. Letztlich empfahl er sich 2005 auch für die Nationalmannschaft und kam beim Aufeinandertreffen mit der Auswahlmannschaft Bahrains zu seinem Debüt im Nationaljersey.

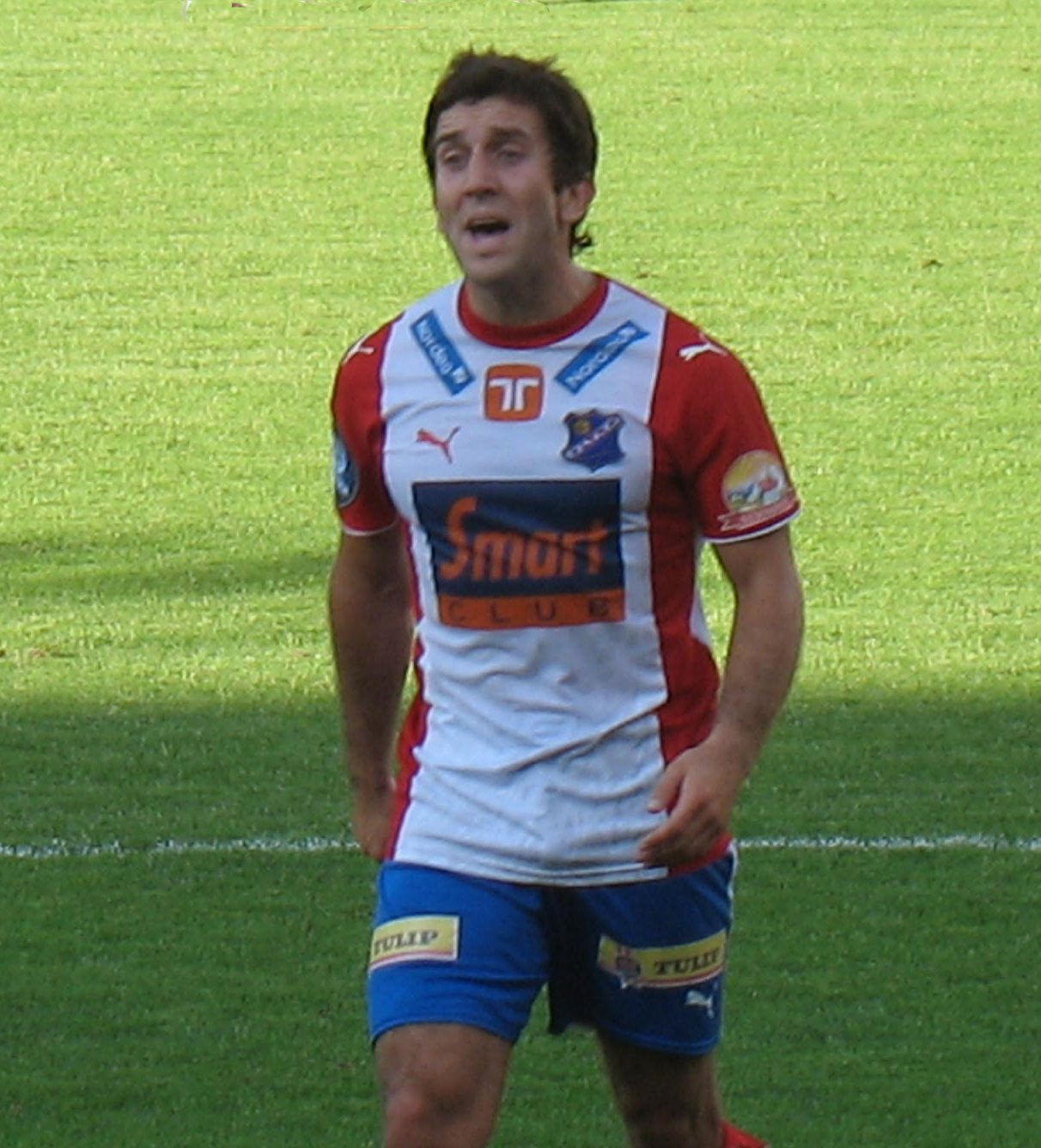
Hoff im Trikot von Lyn

Als frischgebackener Nationalspieler machte Hoff die Konkurrenz auf sich aufmerksam und wechselte im April 2006 zum FC Lyn Oslo. Zum Auftakt seiner ersten Spielzeit bei seinem neuen Verein kam er zunächst lediglich als Einwechselspieler zum Einsatz, konnte sich aber im Laufe der Saison als Stammkraft in der Mannschaft festsetzen. Mit dem Klub trat er auch auf internationalem Parkett auf, als die Mannschaft in der ersten Runde des UEFA-Pokal 2006/07 auf Flora Tallinn traf. In beiden Partien kam er zum Einsatz, konnte jedoch nicht verhindern, dass die Elf nach einem 1:1- und einem 0:0-Unentschieden gegen die estnische Mannschaft aufgrund der Auswärtstorregel bereits in der ersten Runde aus dem Wettbewerb ausschied.
An der Seite von Chinedu Obasi gehörte Hoff auch in der folgenden Spielzeit zu den Stammkräften des Klubs und führte nach Ende der Spielzeit mit sechs Saisontoren die vereinsinterne Torschützenliste an. Dieses Kunststück gelang ihm auch in der Spielzeit 2008, indem er zehn der 38 Saisontore des Klubs erzielen konnte. Nicht zuletzt wegen dieser Treffsicherheit wurde er in den Spielzeiten 2007 und 2008 jeweils von der Fangruppierung Bastionen zum Spieler des Jahres gekürt.

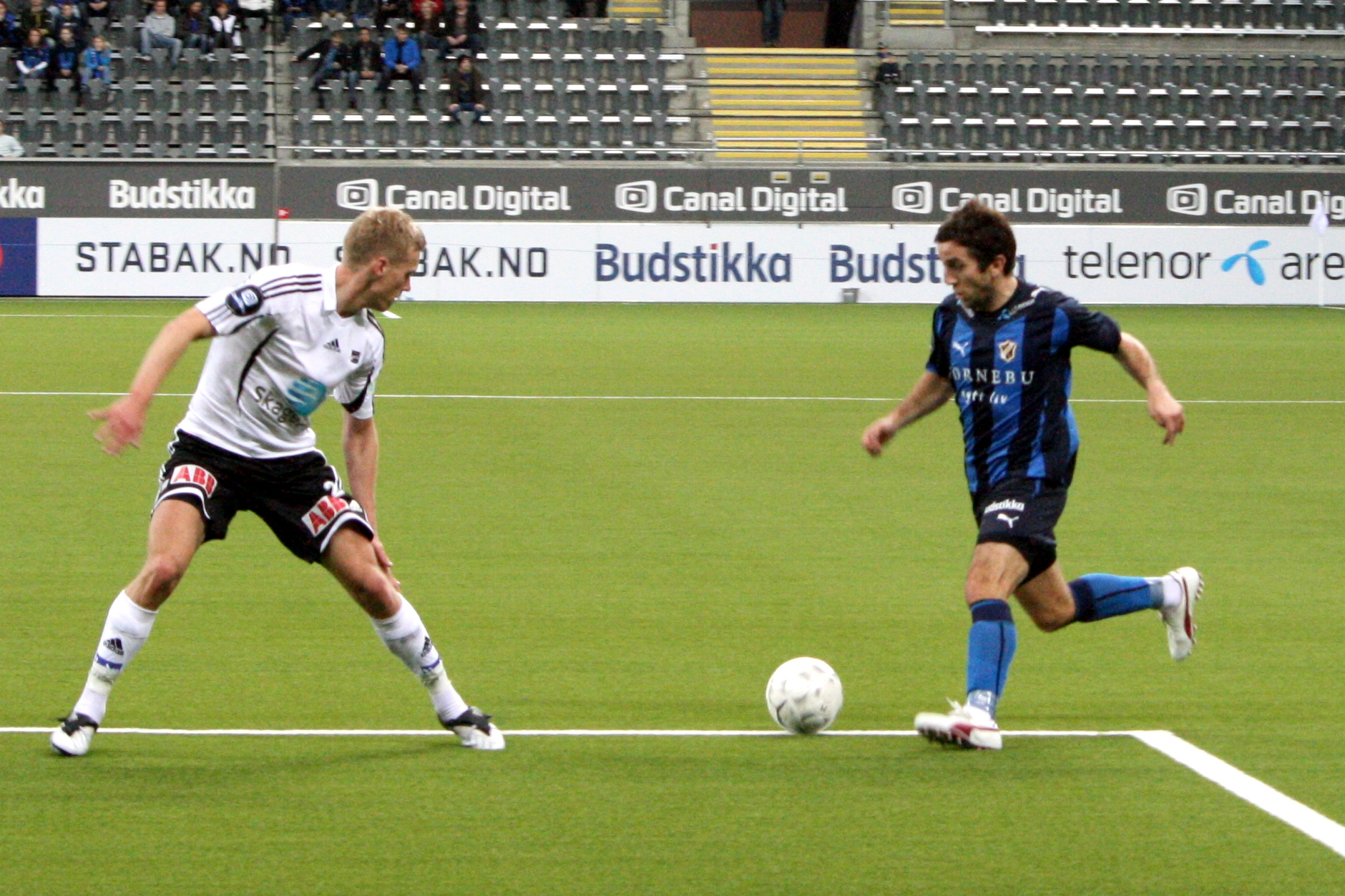
Hoff (r.) im Zweikampf mit Steffen Hagen von Odd Grenland

Bereits im Sommer 2008 gab Hoff seinen Wechsel zum Ligakonkurrenten Stabæk Fotball, der letztlich norwegischer Meister wurde, nach Saisonende bekannt. Beim Verein aus Bærum, dessen Verantwortliche seine Vielseitigkeit rühmten, unterschrieb er einen Drei-Jahres-Kontrakt. Sein Pflichtspieldebüt für den neuen Klub, bei dem er die Rückennummer 8 erhielt, gab er am 8. März 2009 im Rahmen des Spiels um den norwegischen Supercup, der durch Tore von Daniel Nannskog, Daigo Kobayashi und Pálmi Rafn Pálmason bei einem Gegentreffer von Mohammed Abdellaoue in der heimischen Telenor Arena mit 3:1 gegen Vålerenga IF gewonnen wurde.

## Erfolge
- Norwegischer Pokal: 2000
- Norwegischer Supercup: 2009